# Fushoulu

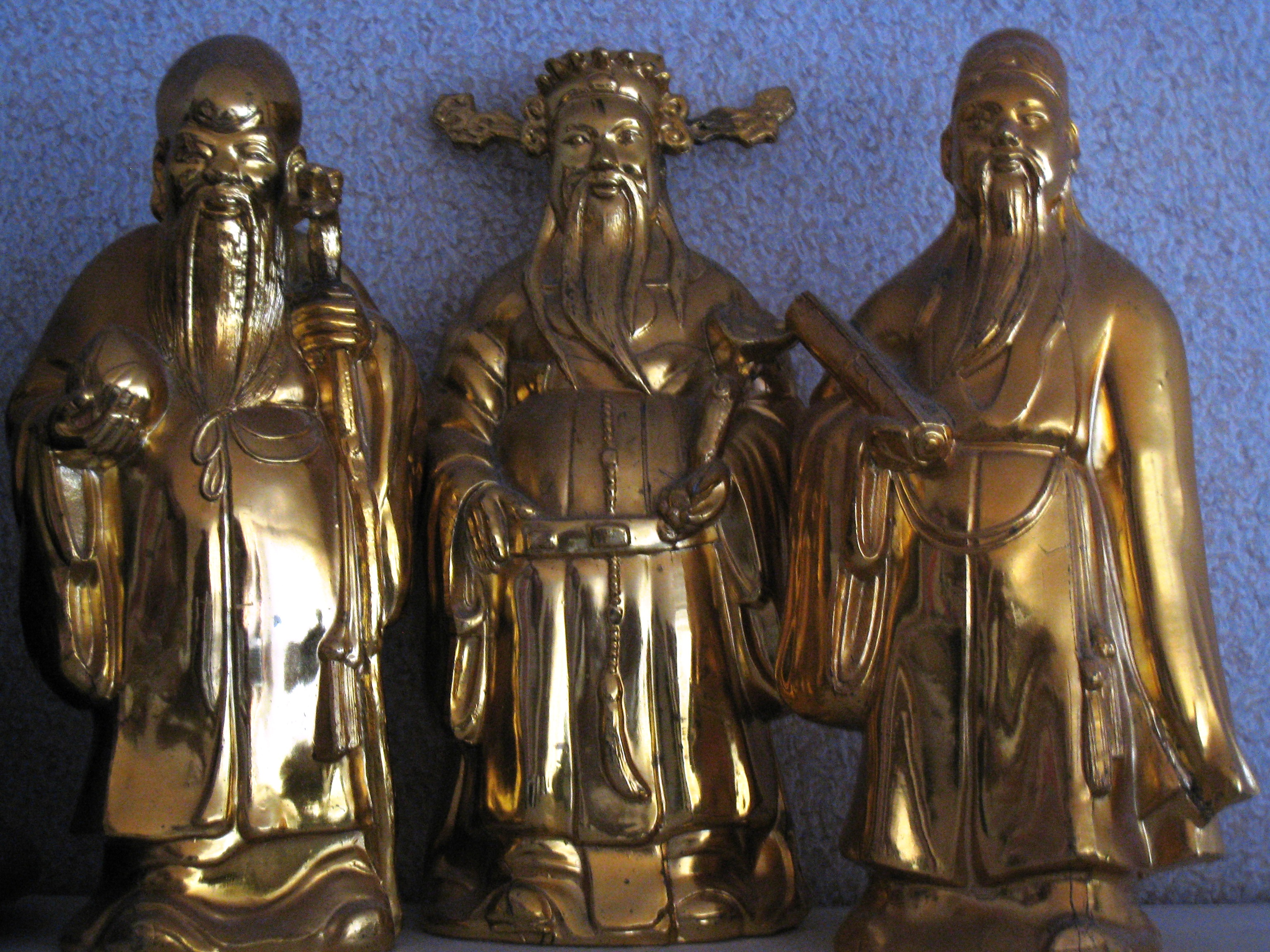
Estatuillas de metal representando a Shou, Lu y Fu.

Fushoulu o Fu Lu Shou, son tres dioses y astros benefactores de la religión china tradicional. Sus nombres son Shou Xing, Fu Xing, y Lu Xing, ellos son los dioses de la longevidad, éxito y felicidad, respectivamente, concepción taoísta que data de la dinastía Ming. Por lo general son representados juntos, pues se consideraba que así aparecían, como tres estrellas, en el Cinturón de Orión.

## Shou Xing

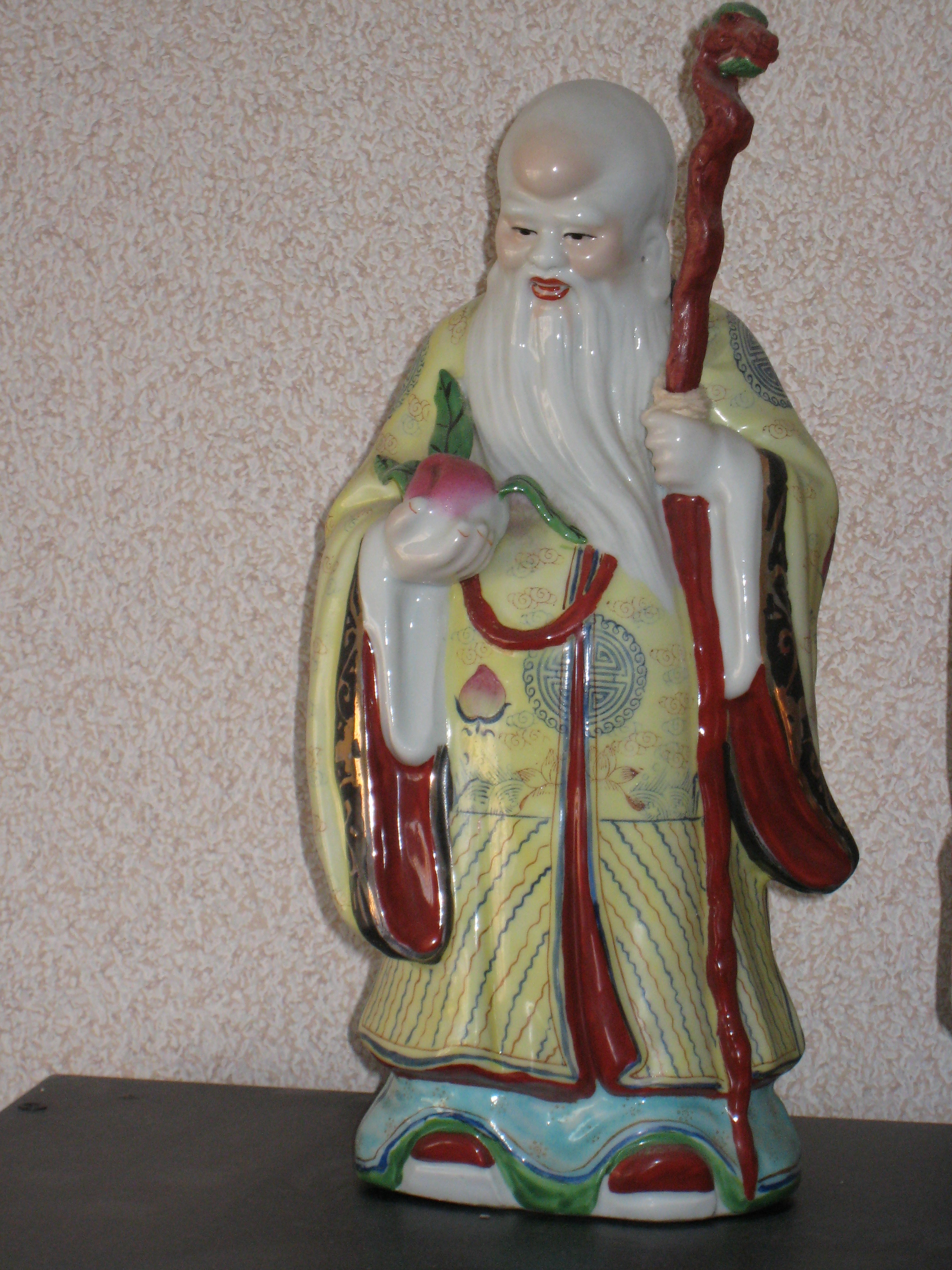
Porcelana representando a Shu Xing.

El más reconocible de los tres es Shou Xing (en chino: 壽), que se identificaba originalmente con la estrella Canopus; es representado como un anciano con barba, abundantes cejas blancas y una gran cabeza pelada. Se lo representa junto con una caña larga, sosteniendo en su mano un durazno que simboliza la longevidad y es acompañado por dos animales de vida larga, la cigüeña y la tortuga. Una vida larga es considerada un honor en China, y si bien Shou Xing no posee un templo o culto particular es sumamente respetado. Shou Xing, es quien determina la edad a la cual mueren las personas, y lleva una tableta con inscripciones con dicha información. Las edades en la tableta pueden ser modificadas por ejemplo de 18 a 81 si se realizan ofrendas a Shou Xing.
A veces se lo combina con el Maestro Lao tse y los dioses correspondientes de la teología taoísta.
En Japón, se convirtió en Jurōjin (en japonés :壽老人), uno de los Siete Dioses de la Fortuna (en japonés :七福神); que se identifica con la Estrella Polar del Sur.

## Fu Xing

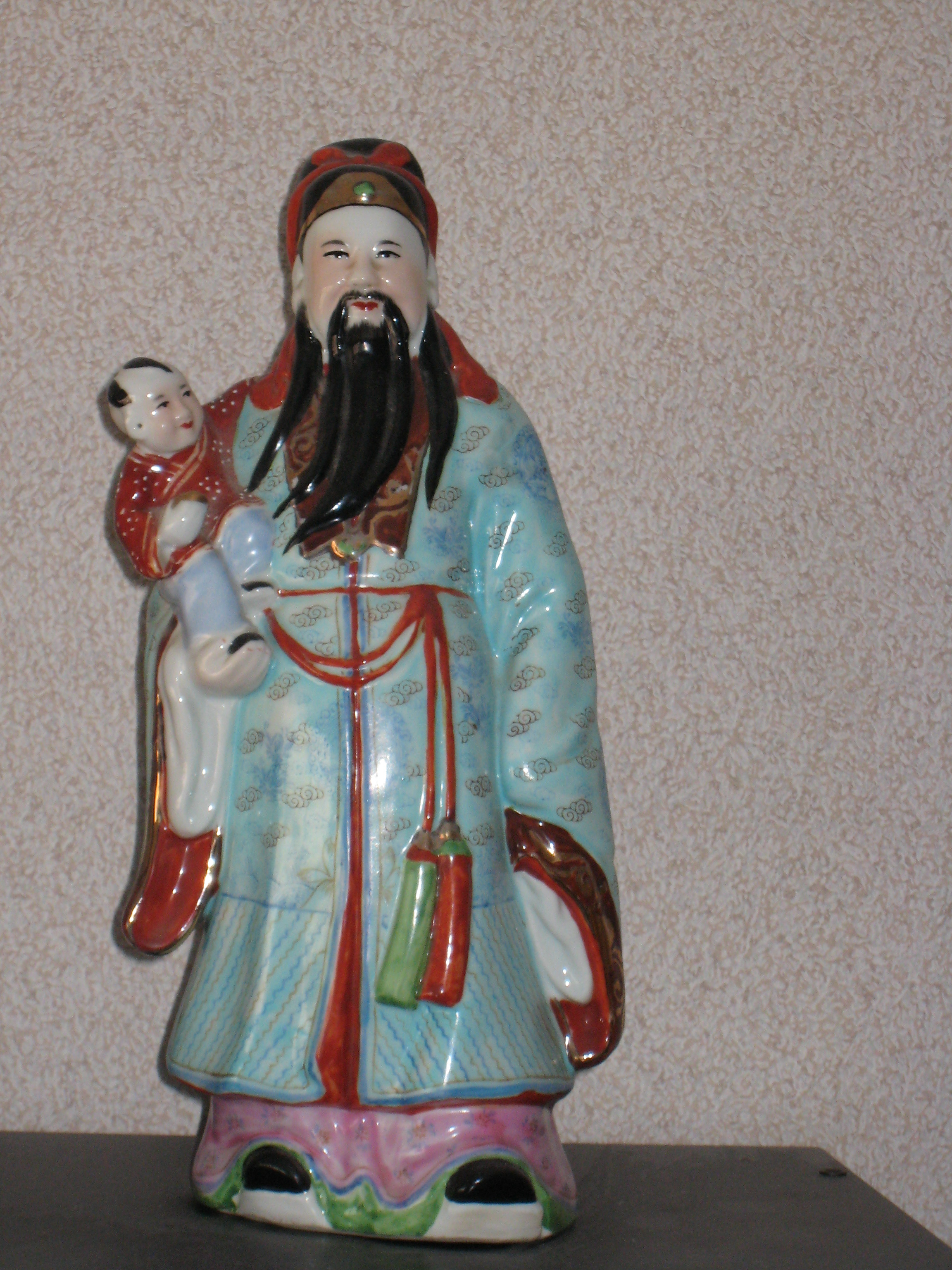
Porcelana representando a Fu Xing.

El dios de la felicidad y prosperidad, Fu Xing (en chino: 福), originalmente identificado con la estrella Mizar (ζ Ursae Majoris ), es un oficial (Yangcheng) divinizado del siglo VI, y a menudo se lo representa con su símbolo, el murciélago. 
Fu Xing por lo general es identificado como la deificación de Fu Shen, un personaje histórico, el oficial Yangcheng, que sirvió al emperador Wudi de la dinastía Liang en el siglo VI. Yangcheng llamó la atención al soberano por utilizar enanos como criados, y ellos agradecidos, erigieron a su muerte un santuario en su memoria.
A veces se le confunde con Cai Shen, el "Dios de la Riqueza".

## Lu Xing

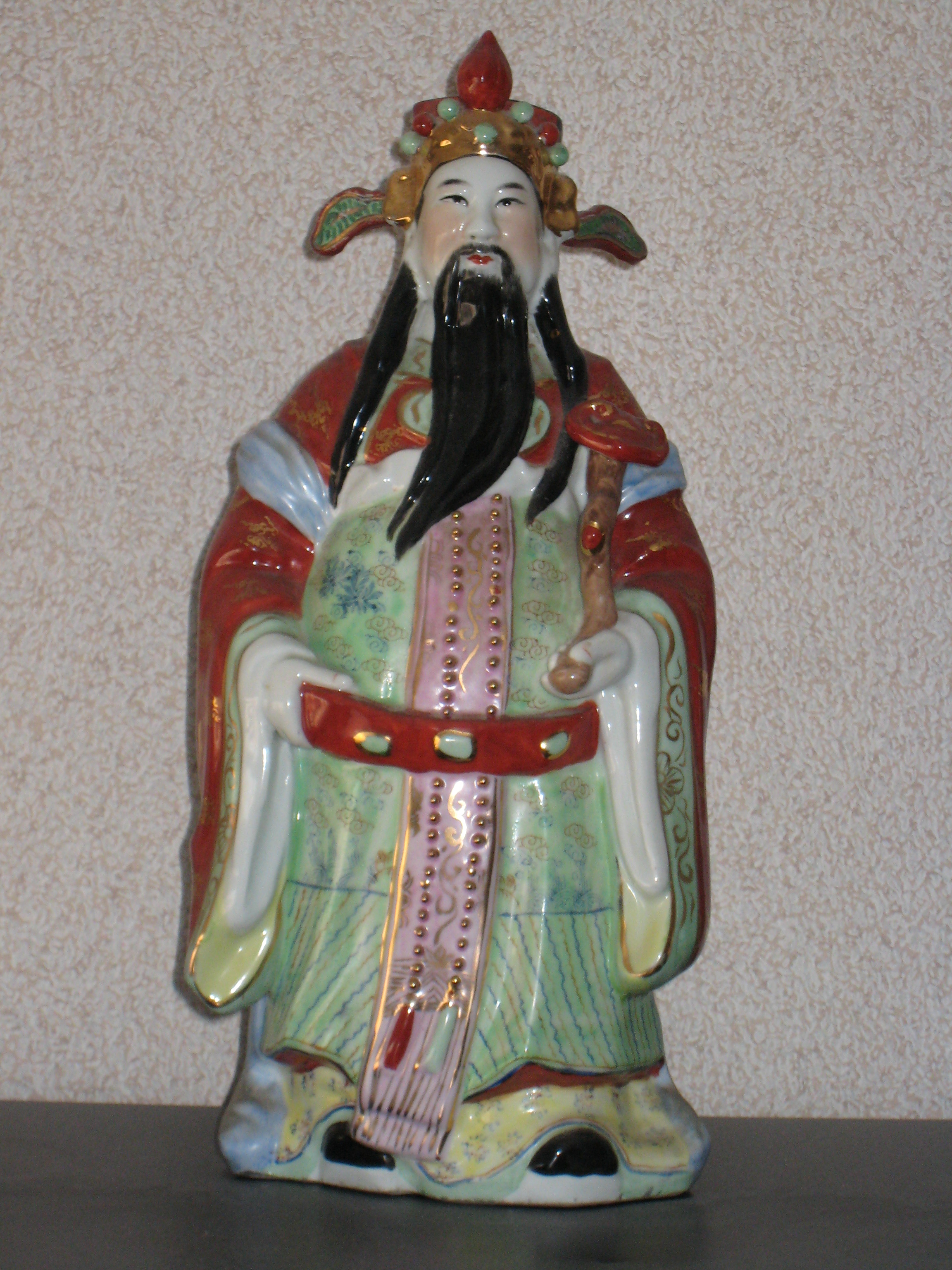
Porcelana representando a Lu Xing.

Lu Xing (en chino: 禄), originalmente identificado con el planeta Júpiter, el dios de los salarios y empleados,
Se cree que la estrella Lu es Zhang Xian, que vivió durante la dinastía Shu posterior,quien fue un burócrata que sirvió en el gobierno del fundador de la dinastía Han (206 a. C. - 220). 
La palabra lu se refiere específicamente al salario de un funcionario del gobierno. Como tal, la estrella Lu es la estrella de la prosperidad, el rango y la influencia.
Se le invocaba como deidad para tener éxito en los exámenes presentados por los funcionarios imperiales y para mantener y elevar el rango en la burocracia imperial. Se representa generalmente con el vestido de un mandarín.